# Kościół Wniebowzięcia Najświętszej Maryi Panny w Kielcach
Kościół pw. Wniebowzięcia Najświętszej Maryi Panny na kieleckim Zagórzu to przekształcona dawna zabytkowa drewniana kaplica pw. MB Częstochowskiej zbudowana z inicjatywy proboszcza kieleckiej kolegiaty ks. Józefa Ćwiklińskiego w 1865 roku. Istotnym dla historii tego obiektu stał się rok 1982. Wtedy to kaplicę rozbudowano dostawiając przy nawie poszerzający ją aneks. Przekształcono też jej wnętrze i zlikwidowano belkowy strop. W roku 1990 obok kościoła wybudowano piętrową murowaną dzwonnicę. W roku 2012 w ramach projektu „Skarbiec Świętokrzyski. Szlak architektury drewnianej i średniowiecznej” wykonano ankrowanie ścian, wymieniono gontowe pokrycie dachu, wyremontowano sygnaturkę oraz wymieniono stolarkę okienną. W prezbiterium znajduje się ołtarz główny z obrazem Matki Boskiej Częstochowskiej. Wnętrze kościoła obite jest boazerią. Na ścianach wiszą płaskorzeźby przedstawiające poszczególne sceny Drogi Krzyżowej. Wewnątrz kościoła obok drzwi od strony południowej znajduje się tablica poświęcona Żołnierzom Narodowych Sił Zbrojnych z placówki Zagórze poległym w walce o niepodległość polski w latach 1941-1956 odsłonięta i poświęcona 2 lipca 1995 r. Obecnie jest to kościół filialny parafii pw. Matki Bożej Częstochowskiej w Mójczy.
Kościół znajduje się na trasie szlaków:
- Świętokrzyskiego Szlaku Architektury Drewnianej[6]
- Skarbiec Świętokrzyski Szlak Architektury Drewnianej i Średniowiecznej

Obok przechodzi również:
- Żółty szlak spacerowy wokół Kielc
- Szlak rowerowy żółty "Miejsca Mocy" (pielgrzymkowy)